# 尾宿增三
HD 159433，又名CD-3812044，SAO 209019、HR 6546，是一颗恒星，视星等为4.29，位于銀經350.77，銀緯-3.53，其B1900.0坐标为赤經17h 29m 39.5s，赤緯-38° -3.53′ 52″。